# Vulcana-Pandele
Vulcana-Pandele è un comune della Romania di 5 028 abitanti, ubicato nel distretto di Dâmbovița, nella regione storica della Muntenia.
Il comune è formato dall'unione di 4 villaggi: Gura Vulcanei, Lăculețe-Gară, Toculești, Vulcana-Pandele.